# 國米創
國米 創（こくまい はじめ、1994年7月21日 - ）は、日本のプロセーラー。通称はAlex。姉は東京オリンピック空手女子形のアメリカ代表である國米櫻。

## 来歴
アメリカ合衆国ハワイ州に生まれ、岡山県で育つ。小学時代は朝日塾小学校（14期卒）に通っていた。中学校時代（玉野市立宇野中学校）までのヨット歴は、毎年夏に語学留学でハワイに行ってディンギー級に乗るくらいだったものの、中学1年生時に高校でヨット部に入ることを目標とした。高校１年に岡山邑久高校に入学したが、高校2年生で福岡第一高等学校に転学する。
法政大学へと進学し、ヨット部に所属して全日本学生シングルハンドレガッタシングルハンド級2位となったが、キールボートに勧誘され、ヨット部を退部した。キャプテンとして出場した2017年のユースアメリカズカップで惜しくも予選敗退。ユースアメリカズカップでの経験を活かし、2020年東京オリンピックにフィン級での出場を目指し、活動を始める。
サングラスメーカーのEYEVOLで働きながら、日々トレーニングを重ねオリンピックへの出場を目指していたが、2019年新型コロナウイルス感染症のあおりを受け、メイン艇で予選レースに挑めずに予選落ちするも、すぐに気持ちを切り替え、海洋冒険家の白石康次郎が所属するDMG MORI SAILING TEAMへと参画し、外洋ヨットレースの道へと進む。
2021年現在は、白石の下で、世界一周ヨットレース「ヴァンデ・グローブ」での優勝を最終目標として、外洋ヨットレースの登竜門であるMini6.50クラスへの出場を目指している。